# 河边的错误 (小说)
《河边的错误》是余华的一部中篇小说，最初发表于《钟山》1988年第1期。后来作者的小说选集《偶然》（1991）、《河边的错误》（1992）、《世事如烟》（2004）也收录了这部作品。2023年，这部小说被改编为同名电影。

## 情节
一个小男孩在河边玩耍时发现了一个人头，被害者是住在老邮政弄的幺四奶奶。她18岁死了丈夫，一个人过了48年，无儿无女，自己常年养着一群鹅。大人们不相信男孩的报告，直到他告诉了其他孩子，消息才传出去。刑警队长马哲介入了调查，之后他们找到了农机厂的年轻人王宏，和他的朋友、35岁的孤僻单身汉许亮，许当时也在河边发现了人头。另外他们还约谈了一个当时在河边摔倒过的女孩。这时，另一嫌犯——一个疯子出现在众人视线内，有人看见案发当天他拿着水淋淋的衣服和柴刀在河边出现。幺四婆婆曾在几年前收养了疯子，生活热闹了起来。最终，在他的房间发现了做案的柴刀。
疯子又杀害了一个35岁的新婚丈夫，然而，法律却无法制裁他，只能将他送入精神病院。许亮因为两次都在现场，担心受怀疑而自杀未遂，刑警队的小李怀疑他是疯子的串谋者。两年后，精神病院因为无法忍受疯子，将他送回了镇上，这次他又杀害了当年发现他犯案现场的孩子。自称三次都看到了人头的许亮自杀了。为了结束这一切，马哲在河边找到了疯子，将其枪杀。为了让其免刑，局长让马哲假装精神病。小说的末尾，马哲住进了精神病院。

## 风格
《河边的错误》将写实性叙事与侦探小说写法相融合，形成了一种先锋的风格。这种非典型的叙事风格达到了“陌生化”的效果。作为写实文学，小说的叙述基本按时间线性安排，注重细节，而避免了宏大叙事。另一方面，小说具有侦探小说紧张刺激的特点。凶案现场被设置得十分离奇：凶手总是把尸体埋起来形成一个土堆，再把受害者被砍下来的头颅放在上面。然而，这又不是一部典型的侦探小说：杀人者疯子很快浮现，但他并不是一个高智商、善与警方周旋的人，而是除了疯狂什么也没有。最后的结局也不是警察的胜利——警察马哲只能以同样疯狂的行为结果了凶手。
在小说的第一章，马哲搜查了疯子的家，已然确定了凶手。然而结局的完美性却被凶手的疯子身份破坏了——他无法被法律制裁。随后，疯子被马哲枪杀，本来已然收尾的故事因为马哲后续不确定的命运再度打开。最后，马哲为了免罪，陷入了自证精神病的荒诞。他曾坚持正常思维，但最终完成了与众人的合谋。他到底是假装精神病，还是变成了真正的疯子，成为了留给读者的疑问。在小说文本中，作者一次次靠近“完满结局”，却又旋即打破重新出发，可以看作对后现代主义主张“拆解”的一种实验。
余华在小说中还采取了空缺叙事的策略。案件的证物、凶手、手法和动机，在小说中都不甚明确。这种写法能够使得内容更具平衡性，并拓宽了主题。小说全篇采用的是第三人称叙事，然而有的是上帝视角，有的是限知视角，作者在不同视角之间实现了自如的切换。作者对人物的特征刻意做了模糊化处理，有的人物仅以“疯子”、“朋友”、“妻子”、“孩子”、“他”指代，增加了叙事的偶然性和普遍性。

## 主题思想
小说中被定为凶犯的是一个疯子，而其他主要人物也具有疯癫倾向。吉林大学的王学谦认为，幺四婆具有受虐狂特点，收养疯子是为了性满足。工人许亮因被调查，认为自己脱不了干系，并将仅仅看到一次凶案现场的自己幻想成三次案件的目击者，最终因心理崩溃而自杀。通过这些描写，余华写出了人性本能的强大，本能才是人品质和行为的主宰。马哲背后的法律与正义，无力面对疯子的肆意攻击，而代表了人道、文明的精神病院也不能将这个疯子治愈或隔离。小说由此揭示了我们日常所遵循的那些价值的脆弱性。
作家残雪认为，这部小说是对“灵魂永恒的疑案”的侦查。河边的景象既弥漫着死亡气息，又代表了自由与超脱。小男孩身上有强烈的生命力，盲目的进入了探索的游戏，借此他满足了童心，最终死亡不可避免的降临到他身上。女孩则是偶然发现河边的诱惑，它美丽惊人却又吓坏了她，她的人生从此不可避免的改变了。而许亮在一潭死水中彷徨了多年，而疯子给他展现的真实是他潜意识里渴望的。他的内心经过了剧烈冲突，一方面希望事情悄悄完成，另一方面也怕死，以至于执行了两次才自杀成功。而35岁的工人则比许亮果断，虽然挣扎着想要留下活的痕迹，但最终积极赴死。幺四婆婆则是一位孤独者，她所养的鹅象征她心内的秘密。直到60多岁，她行尸走肉般的生活才被疯子唤醒。虽有疯子对她的虐待，可这却是她唯一活着的证明。她将一生积蓄编制进麻绳，这种编织行为带有艺术家的气质，反映了她的创造天分。而疯子，则是死寂小镇上唯一的活人，是他给人们带来了变化，让人们紧张、突围。最后，是马哲继承了幺四婆婆和疯子的活法，去走自己的路。
华南师范大学的陈鑫认为，小说中幺四婆婆养的那群鹅象征着真实。马哲踩中鹅群，天开始变亮，疯子进入他的视野后，鹅群上岸，变得模糊，这实际上隐喻着马哲的心理变化。鹅见证了一切，却无法说话，代表了真相虽存在，却注定隐没于黑暗。这实际上传达了作者的思想：“对于任何个体来说，真实存在的只能是他的精神”。
天津大学的郝子靖认为，若疯子是真凶，则他是人类“无意识”的象征，他杀人没有明确动机，而只是源自人性的恶。而他杀完人之后的“洗衣服”动作则象征着赎罪。余华以此揭示出了人性的善恶两面。而那些去过河边的人，除了孩子以外都试图洗脱嫌疑。这种写法是对当时法律中“有罪推定”的批判。
宁波大学的戴建征认为，小说中有一个隐藏主角——就是那个畸形的社会。里面的人物刚刚走出了文革，心里有太多的恐惧与阴影，最后多数只能成为随波逐流者。他们在物质主义的重压下，精神逐渐沦为了荒漠。